# Flora Sicula (Presl)
Flora Sicula (Presl), (abreviado Fl. Sicul. (Presl)), é um livro com ilustrações e descrições botânicas que foi escrito pelo botânico, professor da Boémia; Karel Bořivoj Presl e publicado no ano de 1826 com o nome de Flora sicula, exhibens plantas vasculosas in Sicilia aut sponte crescentes aut frequentissime cultas, secundum systema naturale digestas.